# Уэйкфилд, Элси Мод
Э́лси Мод Уэ́йкфилд (англ. Elsie Maud Wakefield, 1886—1972) — британская учёная-миколог.

## Биография
Родилась в Бирмингеме 3 июля 1886 года, училась в школе в Суонси, затем поступила в Сомервилл-Колледж Оксфордского университета. Окончив его по специальности фитопатолога, получив стипендию Гилкриста, изучала культуры грибов с Карлом фон Тюбёфом в Мюнхене.
С 1910 года Элси Уэйкфилд работала ассистентом Джорджа Масси в гербарии Ботанических садов Кью. В 1915 году она возглавила отдел тайнобрачных растений в гербарии.
В 1920 году Уэйкфилд в течение полугода работала в Вест-Индии микологом Министерства сельского хозяйства, затем два месяца путешествовала по США и Канаде.
В 1942 году избрана почётным членом Британского микологического общества. С 1945 по 1951 год Уэйкфилд работала исполнительным хранителем гербария тайнобрачных растений в Кью. В 1950 году за вклад в развитие микологии король Георг VI вручил ей орден Британской империи.
Скончалась Э. Уэйкфилд 17 июня 1972 года.

## Некоторые научные работы
- Wakefield, E. M. Die Bedingungen der Fruchtkörperbilding bei Hymenomyceten, sowie das Aufreten fertiler und steriler Stämme bei danselben. // Naturwissenschaftliche Zeitschrift für Forst und Landwirtschaft. — 1910. — Bd. 7. — S. 521—551.
- Wakefield, E. M. The genus Cystopus in South Africa // Bothalia. — 1927. — Vol. 2. — P. 242—246.
- Wakefield, E. M. New or rare British hymenomycetes (Aphyllophorales) (англ.) // Transactions of the British Mycological Society. — 1952. — Vol. 35. — P. 34—65.
- Wakefield, E. M. The observers' book of common fungi. — London, 1954. — 118 p.

## Виды растений, названные в честь Э. Уэйкфилд
- Wakefieldia Corner & Hawker, 1953
- Wakefieldiomyces Kobayasi, 1981